# Алехандро Валверде
Алехандро Валверде Белмонте (шп. Alejandro Valverde Belmonte; 25. април 1980) шпански је бициклиста који се такмичио у друмском бициклизму у периоду од 2002. до 2022. када је са 42 године завршио каријеру на друму и почео да се такмичи на шљунку. У  ворлд тур тиму Мовистар је провео 17 година, од 2005. до краја каријере на друму, након чега је остао у тиму као савјетник, али је такође почео да се такмичи са тимом на шљунку. Познат је као добар брдаш, спринтер и хронометраш. Освојио је једном Вуелта а Еспању, гдје је још шест пута завршавао на подијуму, док је четири пута освојио класификацију по поенима и три пута класификацију комбинације. Једном је освојио Свјетско првенство у друмској вожњи, на којем је освојио још двије сребрне и четири бронзане медаље. Рекордних пет пута је освојио класик Флеш Валон, који је завршио девет пута на подијуму по чему је такође рекордер; четири пута је освојио Лијеж—Бастоњ—Лијеж, који је завршио на подијуму осам пута, по чему је рекордер; три пута је освојио Вуелта а Каталуњу, два пута Критеријум ди Дофине и једном Вуелта ал Паис Баско. Три пута је освојио првенство Шпаније у друмској вожњи, гдје је пет пута завршио на другом мјесту и једном на трећем; једном је освојио национално првенство у вожњи на хронометар, док је једном завршио на трећем мјесту. Освојио је UCI рангирања пет пута, док је једном добио награду Вело д’Ор, за бициклисту године. Ђиро ди Ломбардију и Амстел голд рејс је по седам пута завршио у топ десет, од чега по три пута на подијуму, али их није освојио. По њему је дио аутопута у Мурсији назван Авенија Алехандро Валверде.
Професионалну каријеру почео је 2002. у тиму Келме—коста бланка, гдје је провео три године и завршио је на трећем мјесту на Вуелти 2003, након чега је прешао у тим Илес балеарс—кес д’Епарњ. Прве сезоне освојио је сребрну медаљу на Свјетском првенству у друмској вожњи, док је 2006. освојио Лијеж—Бастоњ—Лијеж и Флеш Валон, а завршио је Вуелту на другом мјесту и освојио је бронзану медаљу на Свјетском првенству. Године 2008, освојио је Лијеж—Бастоњ—Лијеж по други пут, Критеријум ди Дофине, првенство Шпаније у друмској вожњи, класик Сан Себастијан и UCI про тур по други пут. Године 2009, освојио је Критеријум ди Дофине по други пут, након чега је освојио први гранд тур — Вуелта а Еспању. Након дуге судске битке, суспендован је 2010. на двије године због учешћа у допинг афери операција Пуерто.
Такмичењу се вратио 2012. када је Вуелту завршио на другом мјесту и освојио је бронзану медаљу на Свјетском првенству. Године 2013. завршио је Вуелту на трећем мјесту, док је на Свјетском првенству у друмској вожњи освојио трећу бронзану медаљу. Године 2014. освојио је Флеш Валон, Гран при Мигел Индураин, првенство Шпаније у вожњи на хронометар и класик Сан Себастијан, док је Вуелту завршио на трећем мјесту, а на Свјетском првенству у друмској вожњи освојио је трећу бронзану медаљу заредом, укупно четврту, уз двије сребрне медаље; захваљујући добрим резултатима, освојио је рангирање возача у оквиру UCI ворлд тура. Године 2015. освојио је Флеш Валон другу годину заредом, Лијеж—Бастоњ—Лијеж по трећи пут и првенство Шпаније у друмској вожњи по други пут, док је Тур де Франс завршио на трећем мјесту, остваривши први подијум на Туру, захваљујући чему је освојио UCI ворлд тур другу годину заредом.
Године 2016. освојио је Флеш Валон трећу годину заредом, након чега је возио Ђиро д’Италију по први пут и завршио је на трећем мјесту, остваривши подијум на све три гранд тур трке. Године 2017. освојио је Флеш Валон четврти пут заредом, укупно пети, Лијеж—Бастоњ—Лијеж по четврти пут, Вуелта а Каталуњу и Вуелта ал Паис Баско. Године 2018. освојио је Вуелта а Каталуњу, након чега је освојио златну медаљу на Свјетском првенству у друмској вожњи, 15 година након што је освојио прву медаљу на првенству, захваљујући чему је освојио UCI свјетски ренкинг и награду Вело д’Ор. Године 2019. освојио је првенство Шпаније у друмској вожњи по трећи пут, док је Вуелту завршио на другом мјесту, десет година након што је освојио и 16 година након што је први пут завршио трку на подијуму. Године 2020. по први пут након 2002. није остварио ниједну побједу, док је Вуелту завршио на десетом мјесту, што је био 12 пут да је Вуелту завршио у топ 10 од 14 пута колико је возио. Године 2021. освојио је Гран при Мигел Индираин, након чега је завршио Вуелта а Каталуњу на четвртом мјесту. Флеш Валон је завршио на трећем мјесту, што му је био осми подијум на трци, док је Лијеж—Бастоњ—Лијеж завршио на четвртом и Амстел голд рејс на петом мјесту. На Критеријуму ди Дофине остварио је једну етапну побједу, док је Вуелта а Еспању морао да напусти због пада, док је био на четвртом мјесту у генералном пласману. У финишу сезоне, завршио је Ђиро ди Сицилију на другом мјесту и Ђиро ди Ломбардију на петом.
Године 2022. освојио је трку Гран Камињо, уз једну етапну побједу, након чега је освојио класик Трофео Поленса у оквиру Вуелта а Мајорке и завршио је Страде Бјанке на другом мјесту. У наставку сезоне, завршио је Флеш Валон на другом мјесту, што му је био девети подијум на трци, док је Лијеж—Бастоњ—Лијеж завршио на седмом мјесту. У наставку сезоне, возио је Ђиро д‘Италију по други пут у каријери и завршио је на 11 мјесту у генералном пласману, док је Вуелта а Еспању завршио на 13 мјесту. У финишу сезоне, завршио је Копа Агостини на другом мјесту, Ђиро дел‘Емилију на четвртом, Тре вали Варезине на трећем и Ђиро ди Ломбардију на шестом мјесту, након чега је завршио каријеру.

## Детињство и аматерска каријера
Валверде је рођен у Лас Лумбрерасу, у Мурсији, у бициклистичкој породици, његов отац Хуан је био аматерски бициклиста и купио му је први бицикл кад је имао шест година. Његов брат, Хуан Франсиско је такође био аматерски бициклиста. Валвердеова прва трка била је у Хумили, у региону Мурсије и завршио је други. Наредне недеље, освојио је трку у Јеслу. Остварио је преко 50 узастопних победа између 11 и 13 година и тада је стекао надимак Непобедиви (шп. El Imbatido).
Због великог броја победа, добио је позив да вози за аматерски тим Банесто, чије је седиште било у Навару, мало даље од Мурсије. Морао је да путује сваког викенда кући и назад у Навару, па су његове способности у тиму биле знатно слабије.
Прешао је у развојни тим професионалног тима Келме, где га је тренирао Франсиско Моја, кога је Валверде навео као човека који му је помогао да постане бољи бициклиста. Из тима Келме су му обећали да ће му омогућити да пређе у њихов професионални тим ако се буде добро показао. На крају прве сезоне у Келмеовом развојном тиму, понудили су му професионални уговор.

## Професионална каријера

### 2002–2004.
Валверде је професионалну каријеру почео 2002. када је потписао уговор са шпанским тимом Келме, где је остао до краја 2004 године. 2003. имао је изванредну сезону, освојио је треће место на Вуелта а Еспањи, уз две етапне победе. Те сезоне је освојио и Вуелта Маљорку и етапу на трци Вуелта ал Паис Васко, уз друге мање трке у Шпанији. Сезону је завршио другим местом на светском првенству, где је остао иза сународника Игора Астарлое.
Године 2004, одлучио је да остане у Келмеу, упркос њиховим финансијским губицима и понудама других тимова. Освојио је Вуелта а Мурсију, Вуелта а Бургос и Вуелта комунитат Валенсијана, етапу на Вуелта ал Паис Васко трци и четврто место на Вуелта а Еспањи, уз етапну победу. Валверде је био конкурентан за освајање Вуелте, али се повредио у паду и завршио је 3'30" иза победника Роберта Ераса. Захваљујући добрим вожњама, Валверде је био члан репрезентације Шпаније на Олимпијским играма 2004. Сезону је завршио са 16 победа.

### 2005.
Године 2005, Валверде је прешао у UCI про тим Банесто. Освојио је задњу, седму етапу на Париз—Ници, где је завршио други у генералном пласману, иза Бобија Јулича. Такође, освојио је две етапе на трци Вуелта ал Паис Васко. У свом првом учешћу на Тур де Франсу, Валверде је победио на десетој етапи, када је на крају брдске етапе у Алпима одспринтао Ленса Армстронга. Након етапе 12, Валверде је био пети у генералном пласману, 3 минута и 16 секунди иза Армстронга и био је лидер класификације за најбољег младог возача са 3 минута испред Јарослава Поповича. Ипак, Валверде је морао да напусти Тур током етапе 13, због повреде колена. Опоравио се на време за Светско првенство у Мадриду. Валверде је био лидер тима, јер се Оскар Фреире повредио и није учествовао. Иако је имао само један дан такмичења пре светског првенства, Валверде је освојио друго место, иза Тома Бонена.

### 2006.
Године 2006., Валверде је освојио етапу на Туру Баскијске земље и завршио је други у генералном пласману, освојивши класификацију по поенима. Након тога, освојио је Флеш Валон, а четири дана касније и Лијеж—Бастоњ—Лијеж, чиме је постао један од ретких који је освојио оба Арденска класика исте године. На Туру Романдије је освојио етапу и завршио је на трећем месту. Главни фокус сезоне био му је Тур де Франс. Отишао је у фабрику бицикала Пинарело, у Тревизу, како би побољшао своје хронометрашке способности. Тур је стартовао као један од фаворита, јер Јан Улрих и Иван Басо нису учествовали због истраге о допингу. Ипак, током треће етапе, Валверде је пао и морао је да напусти Тур. Његове амбиције за освајање гранд тура су се свеле на Вуелта а Еспању.
Вуелту је стартовао као највећи фаворит. Пошто није возио Тур де Франс до краја, био је у бољој форми од других конкурената за победу. Денис Мењшов и Карлос Састре су Тур завршили у топ 10 и били су доста исцрпљени. Валверде је победио на седмој етапи, а на деветој је узео лидерску, златну мајицу. Мајицу је изгубио од Александра Винокурова, који је агресивном вожњом освојио Вуелту, Валверде је морао да се задовољи другим местом, што му је био други подијум. На Светском првенству, освојио је бронзу и освојио је UCI про тур рангирање.

### 2007.
Валвердер је 2007. годину је започео освајањем Вуелта комунитат Валенсијана трке и Вуелта Мурсије, где је забележио прву победу у вожњи на хронометар. Освојио је треће место на Критеријуму Интернационал и пето на Туру Баскијске земље. На оба Арденска класика, Флеш Валону и Лијеж—Бастоњ—Лијежу, завршио је други, не успевши да понови победе из 2006. На Тур де Франсу, Валверде је био један од фаворита, али је лошом вожњом на хронометру остао без шанси за победу и завршио је Тур на шестом месту, 11 минута иза победника Алберта Контадора и тако завршио Тур де Франс први пут, након одустајања 2005. и 2006. Одлучио је да не вози Вуелта а Еспању, да би се припремио за Светско првенство. 29. августа 2007. светска бициклистичка унија UCI, забранила је Валвердеу учешће на првенству, због његовог могућег ометања истраге о допингу у операцији Пуерто. UCI је такође позвао шпански бициклистички савез да покрене поступак против њега, али су они то одбили јер није било нових доказа и уврстили су га у тим за првенство, али Валверде није имао среће, завршио га је на 57 месту.

### 2008.
Године 2008., Валверде је био у доброј форми током пролећа, освојио је Вуелта Мурсију, након чега се фокусирао на класике. Освојио је друго место на Амстел голд рејсу, а затим је по други пут освојио Лијеж—Бастоњ—Лијеж. Такође је освојио Критеријум Дофине Либере и шпанско национално првенство. 5. јула Валверде је победио на првој етапи на Тур де Франсу. Његова форма је опала у Пиринејима и након што је отпао на Кол де Турмалеу, изгубивши 5'52" од победника етапе Леонарда Пјепилија, остао је без шанси за освајање подијума. У Алпима је био у бољој форми и завршио је Тур на деветом месту.
Након Тура, Валверде је освојио класик Сан Себастијан, где је у спринту победио Александра Колобнева и Давидеа Ребелина. Био је велики фаворит пред Олимпијске игре, али је завршио друмску трку на 13 месту, 22 секунде иза победника, такође шпанца, Самјуела Санчеза. На Вуелта а Еспањи, почео је добро, освојио је другу етапу и носио је мајицу лидера од треће етапе. Ипак, изгубио је два минута и све шансе за подијум, завршио је пети на крају. Након Вуелте, возио је Светско првенство и завршио га је на 37 месту. Годину је завршио на првом месту у UCI про тур рангирању.

### 2009.
Године 2009, годину Валверде је почео освајањем деветог места на трци Вуелта а Кастиља и Леон, гдје је освојио брдску и класификацију по поенима, уз две етапне победе. Није успио да понови добре резултате на пролећним класицима од претходних сезона, најбољи резултат му је било седмо место на Флеш Валону. Затим је освојио Класик Примавера и Вуелта Каталонију. Са претњом да неће возити Тур де Франс, узео је учешће на критеријуму ди Дофине Либере. Одвезао је добро два хронометра у почетним етапама и задржао прикључак за водећима, пре етапе до Вентуа, где је завршио други и преузео вођство у генералном пласману. Кадел Еванс га је нападао на задњим етапама, али је Валверде остајао на његовом точку и уз помоћ сународника, Алберта Контадора освојио Дофине другу годину заредом, 16 секунди испред Еванса. Након тог успеха, жалио се суду за арбитражу у спорту, због суспензије италијанских власти, у нади да ће возити Тур. Ипак, није усвојена жалба, пропустио је Тур и спремао се за Вуелта а Еспању.
На Вуелти, Валверде није успио да оствари етапну победу, али је био најјачи у планинама, узео је златну мајицу на деветој етапи, сачувао је до краја и освојио је Вуелту.

### 2010—2011.
Дана 31. маја 2010. године, Суд за спортску арбитражу, суспендовао је Валвердеа на две године, почевши од 1. јануара 2010. године, али су одбили захтев да му се пониште резултати остварени прије старта суспензије.

### 2012.
Године 2012., Валвердеу је истекла суспензију и сезону је започео на првој трци у сезони, Тур Даун Андер. Валверде је победио на петој етапи и завршио је трку на другом месту у генералном пласману. Прву трку након истека суспензије, освојио је у фебруару, Вуелта Андалузију, уз етапну победу. На Париз—Ници је завршио трећи, уз етапну победу, чиме је наговестио добру форму пред Тур де Франс. На Туру, Валверде је возио лагано у групи, није се борио за генерални пласман, а на етапи 17 је отишао у бег са још 16 возача. Валверде је био најјачи у бегу, одвојио се у финишу и за 19 секунди победио Криса Фрума, који је у финишу кренуо из главне групе да покуша да дође до победе. Валверде је тако дошао до четврте етапне победе на Тур де Франсу.
На Вуелта а Еспању, Валверде је дошао као помоћник Хуану Хосеу Кобу, који је освојио Вуелту 2011. Ипак, Валверде је ускоро постао лидер тима, када је постало очигледно да Кобо није у топ форми. Валвердеов тим Мовистар, почео је Вуелту са победом на екипном хронометру, на првој етапи, а Валверде је преузео вођство у генералном пласману, класификацији по поенима и класификацији комбинације, победом на трећој етапи, где је пратио нападе Алберта Контадора и одспринтао Хоакима Родригеза на линији циља. Изгубио је вођство од Родригеза, али је победио на осмој етапи, у Андори, на успону Колада де Гаљина. Контадор се издвојио из мале групе и ишао је ка победи, али Родригез и Валверде су га престигли на 100 m до циља и у спринту је победио Валверде. Валверде је Вуелту завршио на другом месту, након велике борбе са Контадором и Родригезом. Родригез је био лидер ди етапе 17, потпуно равне, када је Контадор отишао у бег, а нешто након њега и Валверде. Контадор је узео етапну победу и лидерску мајицу, а Валверде друго место. Валверде је на задњој, спринтерској етапи у Мадриду, завршио шести и освојио класификацију по поенима и класификацију комбинације, које је до тада у свом поседу имао Родригез.
Валверде је морао да се задовољи бронзаном медаљом на светском првенству у Валкенбургу, након што није могао да прати Филипа Жилбера, који је напао на задњем успону, Каубергу. Едвалд Босон Хаген је завршио секунду испред Валвердеа, који је одспринтао групу од 27 возача, која је дошла пет секунди иза Жилбера и освојио је бронзу. Био је пријављен за Ђиро ди Ломбардију, али ујутру на дан трке, објавио је да пати од инфлуенце и завршио је сезону.

### 2013.
Године 2013, је почео на Вуелта а Андалузији, где је освојио класификацију по поенима, а добру форму је показао освајањем места на подијуму на Вуелта а Мурсији, Амстел голд рејсу и Лијеж—Бастоњ—Лијежу Након солидних резултата на класицима, Валверде је циљао подијум на Тур де Франсу. Тур је стартовао у доброј форми, прву брдску етапу завршио је на трећем месту, иза Криса Фрума и Ричија Порта. На наредној етапи, Порт је изгубио 15 минута и Валверде је прешао на друго место. На етапи 13, Валверде је изгубио скоро 10 минута, након раздвајања групе због ветра и Валвере је испао из првих 10. Иако је изгубио друго место, Валверде је био добар у Алпима и вратио се у топ 10, завршивши Тур на осмом месту.
На Вуелта а Еспањи, након десете етапе, Валверде је био четврти, минут иза лидера Криса Хорнера. На етапи 11, Валверде је завршио осми на хронометру и попео се на треће место у генералном пласману. На етапи 14, на спусту по киши, Валверде је отпао од главне групе и изгубио је минут од Хорнера, Нибалија и Родригеза. Етапу 20 стартовао је са минут иза Хорнера, завршио је трећи на етапи и освојио је треће место у генералном пласману, минут и 36 секунди иза победника, Кристофера Хорнера. На светском првенству освојио је треће место, али је критикован јер није реаговао на напад Руија Коште у финишу. Кошту је успешно пратио други Шпанац, Хоаким Родригез, али га је Кошта одспринтао и освојио светско првенство.

### 2014.
Године 2014, освојио је Флеш Валон након осам година, на Лијеж—Бастоњ—Лијеж у освојио је друго место, иза Сајмона Геранса. На Тур де Франсу, Валвердеу је опет измакао подијум, завршио је четврти, након што није успио да буде бољи од Тиба Пиноа на хрономеру на етапи 20. 2. августа освојио је класик Сан Себастијан по други пут у каријери. На Вуелта а Еспањи, победио је на шестој етапи, након јаког напада на задњем успону. Вуелту је завршио на трећем месту, иза Криса Фрума и победника Алберта Контадора. Након Вуелте, Валверде је потписао нови трогодишњи уговор са Мовистаром. На Светском првенству, у Понферади, Валверде је освојио бронзу трећу годину заредом. На Ђиро ди Ломбардији завршио је други, захваљујући чему је освојио прво место у UCI ворлд тур рангирању, прескочивши Алберта Контадора.

### 2015.
Валверде је забележио три етапне победе на Вуелта а Каталуњи. На другој етапи је тријумфовао у спринту и помогао сувозачу, Хосе Хоакину Рохасу да дође до другог места. На петој етапи, био је у малој групи, у којој су били сви конкуренти за генерални пласман, напао је у финишу и дошао до соло победе. На седмој, задњој етапи, победио је у спринту главне групе, која је бројала 40 возача, са секундама бонификације које добија победник етапе, Валверде је освојио друго место у генералном пласману, прескочивши Доменика Поцовива На Амстел голд рејсу, завршио је други, одспринтао га је Михал Квјатковски. Наредне среде, Валверде је освојио Флеш Валон по трећи пут, чиме је изједначио рекорд трке. Валверде је на завршном успону трке, Мур де Хују, дистанцирао Жулијана Алафилипа и Михаела Албасинија. Након Флеш Валона, Валверде је освојио и Лијеж—Бастоњ—Лијеж, трећи пут у каријери. То му је уједно био и други пут да исте године осваја Флеш Валон и Лијеж—Бастоњ—Лијеж, што је пре њега само успио Фердинанд Киблер. У јуну, освојио је национално првенство. На Тур де Франсу, Валверде је био лидер тима, уз Наира Кинтану и освојио је треће место и тако остварио свој сан, да заврши Тур на подијуму, након тог подијума, остао му је још један циљ у каријери, Светско првенство.

### 2016.
Главни циљеви Валвердеа за 2016. су били Арденски класици, Ђиро д’Италија и Олимпијске игре. На почетку године, освајио је пето место на Челенџу у Маљорки и друго место на Вуелта а Мурсија трци. Затим је освојио Вуелта а Андалузију, уз освојену једну етапу. Валверде је првобитно планирао да, по први пут у каријери, вози Фландрију, али је променио план и отишао у Тенерифе, да се спрема за Ђиро. Вратио се такмичењу на Вуелта а кастиља и Леон трци, коју је освојио уз две етапне победе. Наредне среде, освојио је Флеш Валон рекордни, четврти пут, а трећи пут заредом. Покушао је да освоји и Лијеж–Бастоњ-Лијеж, али је завршио тек на 16 месту. У мају, Валверде је по први пут у каријери возио Ђиро д’Италију. Валверде је возио добро, био је конкурентан, али се мучио на великим планинама, посебно на краљевској етапи, у Доломитима, где је изгубио три минута. Наредног дана је вратио нешто времена, завршивши трећи на брдском хронометру, а затим је освојио етапу у Бриксен Андалу, његову прву на Ђиру, а укупно 14 на гранд тур тркама. На задњој брдској етапи успио је да осигура место на подијуму, узевши довољно времена испред Стевена Кројсвајка. На Тур де Франсу, радио је за Наира Кинтану, који није био у најбољој форми и завршио је трећи, Валверде је завршио шести, што је било девети пут узастопно да завршава гранд тур у првих 10, нешто што нико није успио још од Мигела Индураина.
Након Тура, Валверде је био лидер Шпаније на Олимпијским играма и први фаворит, али је завршио тек на 12 месту. На Вуелта а Еспањи, Валверде је покушао да оствари нешто што нико није, да заврши сва три гранд тура у првих 10, али је на етапи 14, на Обиску, изгубио скоро 10 минута и испао из првих 10. Вуелту је завршио на 12 месту. Валверде је био и велики фаворит за освајање Ђиро ди Ломбардије, али није на време реаговао приликом напада и пропустио је шансу да се бори за победу. Завршио је шести, победивши у групном спринту. Одлучио је да не вози Светско првенство и завршио је сезону.

### 2017.
Сезону 2017. почео је на домаћој трци, Вуелта а Мурсији, коју је освајао већ четири пута. На Вуелта а Мурсији 2017. учествовао је и бициклистички клуб Партизан. Снажан ветар је узроковао раздвајање групе у раној фази трке, када се формирао трочлани бег, али је тим Мовистар јаким темпом успео да неутралише њихов напад. Валверде је напао при врху успона Алто Коладо Бермехо, на 70 km до циља. За њим су кренули и други возачи, али се Валверде дистанцирао на спусту. На 35 km до циља имао је два и по минута предности, коју је одржавао до краја и дошао је до соло победе, своје пете у Мурсији, 2 минута и 10 секунди испред Џонатана Рестепа, који је био најбољи у групном спринту. Валверде је, такође, освојио и друге две класификације на Вуелта а Мурсији — брдску и спринт класификацију. Сезону је наставио на Вуелта а Андалузији, коју је освојио пети пут у шест година, секунду испред Контадора, остваривши једну етапну побједу. Освајањем трке, остварио је стоту побједу у каријери.

## Допинг
Алехандро Валверде је био повезан са документима у допинг скандалу операција Пуерто, која је избила на површину у мају 2006. и покренут је поступак против доктора Еуфемиа Фуентеса. Откривене су кесе крви и људске плазме, као и кодна имена која су повезана са врхунским спортистима, укључујући и 60 бициклиста. То је био добро организовани систем допинга, који се заснивао на тренфузији крви.
Валверде није директно повезан са истрагом, али документа из суда у Мадриду га повезују са једном кесом људксе крви, а она је означена са кодовима Valv, Piti и 18. 2007. Валверде је суспендован од стране светеске бициклистичке уније UCI и није му било дозвољено да учествује на светском првенству, али је Валверде уложио жалбу суду за спортску арбитражу и дозвољено му је да учествује. Председник светске антидопинг агенције је изјавио да одлука суда не значи да Валвере више није сумњив.
Почетком 2009. италијански национални олимпијски комитет упордио је узорке узете од Валвердеа током дана одмора у Италији у оквиру Тур де Франса 2008. са узорцима из операције Пуерто. У фебруару 2009. Валверде је пред Олимпијским комитетом тврдио да је недужан и поставио питање о италијанској јуриздикцији на овом случају. У мају 2009. италијански Олимпијски комитет је суспендовао Валвердеа на 2 године са такмичења у Италији, што је значило да неће моћи да учествује на Тур де Франсу, који је те године улазио у италијанску територију. Валверде је поднио жалбу суду за спортску арбитражу, али је одбијена. На другом саслушању, од 18. до 21. марта 2010. UCI и WADA су означили као спорну одлуку шпанске бициклистичкке федерације о неотварању случаја против Валвердеа.
Коначно, 31. маја 2010. суд за спортску арбитражу усвојио је жалбе од стране светске антидопинг агенције WADA и светске бициклистичке уније UCI и Валверде је суспендован на две године, ретроактивно од 1. јануара 2010. Али је одбијен захтев да му се избришу резултати које је остварио пре суспензије (тј. 1. јануара 2010). Након двогодишње суспензије, Валверде се вратио такмичењу 2012. године.